# Börje Lundgren
Josef Börje Lundgren, född 10 april 1914 i Stockholm, död 11 maj 1966, var en svensk lantmätare och ämbetsman.
Lundgren avlade lantmätarexamen vid Kungliga Tekniska högskolan (KTH) 1937, tjänstgjorde som lantmätare i Malmöhus, Östergötlands och Norrbottens län 1937-44, innehade kommunala uppdrag 1945-48, var byråchef vid Lantmäteristyrelsen 1948, ställföreträdare för generaldirektören 1949, överdirektör och chef för Rikets allmänna kartverk 1954-61, t.f. generaldirektör och chef för Lantmäteristyrelsen 1956-57. Han var generaldirektör och chef för Lantbruksstyrelsen 1962-66.
Lundgren genomgick Försvarshögskolans chefskurs 1959, var chef för svenska delegationen för översyn av riksgränsen mellan Sverige och Finland 1956, expert i Liberia rörande gränsreglering i Afrika 1957 och Sveriges gränsöverkommissarie vid översynen av riksgränsen mellan Sverige och Norge 1958. Han var sekreterare i utredningen angående lantmätarnas och lantbruksingenjörers utbildning 1945, huvudsekreterare i centrala lantbrukskommittén 1947, ledamot av 1937 års fastighetsbildningssakkunniga 1951, 1953 års fotogrammetriutredning 1953, 1954 års fastighetsbildningskommitté 1957, 1956 års lantmäterikommitté 1956 och utredningsman rörande naturskyddslagstiftning m.m. 1960. Han var ordförande i Svenska sällskapet för fotogrammetri 1953-56, Commiss IV:s of International Society for Photogrammetry och styrelseledamot i  Svenska naturskyddsföreningen 1958. Han invaldes som ledamot av Skogs- och lantbruksakademien 1956.